# Tertre tumulaire de Lorette
Le tertre tumulaire de Lorette, improprement appelé cromlech de Notre-Dame de Lorette, est situé au lieu-dit Lorette sur la commune de Le Quillio dans le département français des Côtes-d'Armor.

## Protection
Le monument fait l’objet d’un classement au titre des monuments historiques depuis le 29 mars 1926.

## Description
Le tumulus est de forme rectangulaire : 20 m de longueur pour 7 m de largeur. Les grands côtés sont constitués de dalles généralement jointives inclinées vers l'extérieur : seize dalles riches en quartz côté nord et onze dalles en grès côté sud. « Au Nord nord, ce sont des blocs assez trapus et peu élevés ; au Sud ils sont beaucoup plus hauts » Les dalles des angles sont renversées en arrière, celles des angles nord-ouest et sud-ouest sont brisées.
Un menhir indicateur, désormais renversé, (longueur 2 m de long) est visible dans l'axe du monument, à 3 m à l'ouest.
Le site a été fouillé en octobre 1958. L'acidité du sol n'a pas permis la conservation d'éventuels ossements. Le mobilier funéraire retrouvé est lui-même très réduit. La céramique se limite à des fragments de « poterie chasséenne sans décor, assez fine, dure et rougeâtre ; un tesson légèrement plus épais montre un début de fond plat, un peu évasé ». Le matériel lithique se compose d'un minuscule éclat de silex, et d'outils en grès lustré (3 pointes de flèches à tranchant transversal et 2 lames).
Lors des fouilles, plusieurs similitudes avec le tertre tumulaire de la Croix Saint-Pierre ont été relevées : choix d'un lieu élevé mais impropre à l'agriculture, présence d'un menhir indicateur, concentration de la zone de sépulture dans le tiers ou le quart oriental du tertre, mobilier funéraire pauvre.